# Севастопольський вальс (пісня)
«Севастопольський вальс» — радянська пісня, яка була написана в 1955 році композиторами Костянтином Листовим і поетом Георгієм Рубльовим.
Вперше, пісня «Севастопольський вальс» пролунала в Одесі, 22 лютого 1955 року під час гастролей по Україні оркестру Едді Рознера. Першим виконавцем цієї пісні був Еміль Горовець, який на той час був солістом оркестру Рознера.

## Історія
Композитор Костянтин Листов розповідав, як він створював «Севастопольський вальс» до 10-річної річниці Дня Перемоги та сотої річниці Першої оборони Севастополя.
Коли я писав цю пісню, я бачив перед собою картину вечірнього Севастополя, освітленого променями сонця, сонця що заходить… Настає прохолода, з моря дме свіжий вітерець. Матроси в білосніжних випрасуваних форменках збираються на Приморському бульварі, де багатьох чекають улюблені дівчата. Жарти, сміх, танці — в усьому відчувається молода радість життя. А на ранок кораблі йдуть в море.Оригінальний текст (рос.)
[Когда я писал эту песню, я видел перед собой картину вечернего Севастополя, освещённого лучами заходящего солнца… Наступает прохлада, с моря дует свежий ветерок. Матросы в белоснежных выутюженных форменках собираются на Приморском бульваре, где многих ждут любимые девушки. Шутки, смех, танцы — во всём чувствуется молодая радость жизни. А наутро корабли уходят в море.] Помилка: [undefined] Помилка: {{Lang}}: немає тексту (допомога): текст вже має курсивний шрифт (допомога)
Мелодія була готова вже до 1954 року, а за написанням віршів Костянтин Листов звернувся до свого друга, поета Георгія Рубльова. Наперекір важкій хворобі, поет з ентузіазмом взявся за твір тексту і придумав назву пісні: «Севастопольський вальс». Чотири рядки приспіву склав сам Листов. Рубльов написав текст пісні всього за кілька днів, але помер і не встиг почути професійне виконання своєї пісні.
У 1961 році Костянтин Листов написав однойменну оперету, лейтмотивом якої є мелодія «Севастопольського вальсу»

## Текст
Тихо плещет волна,

Ярко светит луна,

Мы вдоль берега моря идём

И поём,

И поём,

И шумит над головой

Сад осеннею листвой.

Приспів

Тихо плещет волна,

Ярко светит луна;

Мы вдоль берега моря идем

И поем, и поем,

И шумит над головой

Сад осеннею листвой.

Приспів

Севастопольский вальс,

Золотые деньки;

Мне светили в пути не раз

Ваших глаз огоньки.

Севастопольский вальс

Помнят все моряки.

Разве можно забыть мне вас,

Золотые деньки!

На Малахов курган

Опустился туман.

В эту ночь вы на пристань пришли

Проводить корабли.

И с тех пор в краю любом

Вспоминал я милый дом.

Приспів

Мы вернулись домой

В Севастополь родной.

Вновь, как прежде, каштаны в цвету,

И опять я вас жду…

Вдоль бульваров мы идем

И, как в юности, поем.

Приспів